# Paragomphus wuzhishanensis
Paragomphus wuzhishanensis là loài chuồn chuồn trong họ Gomphidae. Loài này được Liu mô tả khoa học đầu tiên năm 1988.